# Рената Лукк
Рената Лукк (ест. Renata Lukk; нар. 10 червня 1994) — естонський політик, з 2 травня 2024 року староста Таллінського Кристійне. У 2023-2024 рр. — радник міністра закордонних справ Маргуса Цахкна, а з червня 2023 р. є членом правління «Естонія 200» Талліннського регіону.

## Освіта
У 2016 році здобула ступінь бакалавра з англійської мови та літератури в Тартуському університеті. В 2018 році отримала ступінь магістра європейських мов і культур, досліджуючи стереотипні персонажі вчителів у літературі у своїй магістерській роботі. У 2021 році отримала ступінь бакалавра прикладної інформатики в Хаапсалуському коледжі Талліннського університету, де у своїй бакалаврській роботі розробила прототип мобільного додатку для корпусу вивчення естонської та литовської мов.

## Політична кар'єра
Рената Лукк є членом політичної партії «Естонія 200» з листопада 2021 року. Приєднався до молодіжної організації партії Noor Eesti 200 у червні 2022 року.
У листопаді 2022 року на Генеральній асамблеї обрана новим лідером молодіжної організації Noor Eesti 200.
У 2023 році вперше взяла участь на виборах до Рійгікогу. Під час балотування у виборчому окрузі 12 (Пярнумаа)  набрала 291 голос та не була обраною. Також була керівником кампанії партії в цьому окрузі.
У 2023-2024 роках була радником міністра закордонних справ Маргуса Цахкни, а з червня 2023 року — член правління "Естонії 200" Талліннського регіону.
30 квітня 2024 року міська влада Таллінна на чолі з новим мером Євгенієм Оссіновським призначила її старостою району Крістіне.

### Основні теми
Основні питання, які Рената Лукк відстоює в політиці, це освіта, особисті свободи, психічне здоров'я, безпека та зовнішні відносини. Неодноразово виступала в ЗМІ про права жінок, психічне здоров'я та сексуальне насильство.

## Робота та громадська діяльність
З 2018 по 2021 рік працювала учителем англійської мови. У той же час він також працював викладачем англійської мови для дорослих екскурсоводів природних об'єктів у Центрі професійної освіти Хаапсалу.
З 2021 по 2023 рік працювала в Академії внутрішньої оборони координатором проектів з іноземним фінансуванням. З травня 2023 року по травень 2024 року була радником міністра закордонних справ Маргуса Цахкна.
З 2015 року взяла участь у понад 10 різних молодіжних обмінах та міжнародних тренінгах, які фінансуються Erasmus+, у тому числі як тренер.